# Boss RC-1 Loop Station
Boss RC-1 Loop Station är en effektpedal för gitarr, tillverkad av Roland Corporation under varumärket Boss från 2014. Effektpedalen tillverkades inledningsvis i Taiwan och senare i Malaysia.

## Historia
Boss RC-1 Loop Station är en vidareutveckling av den ursprungliga Boss RC-2 Loop Station, och den tredje versionen i serien Loop Station. Då föregångarna RC-2 och RC-3 varit mer avancerade, gjordes RC-1 istället enklare, med endast en potentiometer för volym. För att växla mellan inspelning, overdubbing och uppspelning används olika kommandon på fotplattan. Boss RC-1 Loop Station har både in- och utgångar i stereo, samt en extern utgång för stopp eller ångra.
Boss RC-1 Loop Station har 12 minuter inbyggd inspelningstid (stereo). Pedalens uppföljare, Boss RC-5 Loop Station lanserades under 2020.